# Kitchen (tiểu thuyết)
Kitchen (Katakana: キッチン) là tiểu thuyết lãng mạn của nữ sĩ Nhật Bản Yoshimoto Banana, xuất bản lần đầu tiên bằng tiếng Nhật năm 1988. Bản dịch tiếng Anh được thực hiện bởi dịch giả Megan Backus vào năm 1993 và bản dịch Việt văn của Lương Việt Dũng được Nhà xuất bản Hội nhà văn Việt Nam xuất bản năm 2006.
Kitchen được chia làm hai chuyện nhỏ khác nhau. Chủ đề chính là tình yêu, tình người và cả tâm trạng cô độc trong cuộc sống. Phần đầu là Kitchen I, Trăng tròn - Kitchen II. Phần 2 là Bóng Trăng.

## Nội dung

### Phần I
Mikage Sakurai, sau cái chết của bà, hoàn toàn lẻ loi và chỉ biết yêu bếp hơn hết thảy mọi thứ trên đời. "Còn lại tôi và bếp. Dẫu sao như thế vẫn còn hơn nghĩ rằng chỉ còn lại một mình". Cho tới ngày, một chàng trai tên Yuichi Tanabe mời cô đến sống cùng hai mẹ con cậu trong căn hộ của họ, nơi có căn bếp tuyệt vời ấm áp cùng hai mẹ con cậu trong căn hộ của họ, nơi có căn bếp tuyệt vời ấm áp cùng hai con người không là gì ngoài một sự đồng cảm bình dị và sâu xa mà cô vẫn hằng mong ước. Rồi cái chết lạnh lùng bất ngờ cướp đi người mẹ kỳ lạ của Yuichi. Trong nỗi đau, sự quyến luyến trở nên mãnh liệt, tình yêu bắt đầu chớm nở giữa hai con người trẻ tuổi.

### Phần II
Satsuki, sau cái chết của người bạn trai tên Hitoshi, hoàn toàn suy sụp chỉ tìm quên trong việc chạy bộ buổi sáng. Trong một buổi sáng cô tình cờ gặp được một người con gái kỳ lạ tên Urara nói với cô những điều kỳ lạ về điều mà cô sắp được gặp. Bên cạnh sự đau buồn của Satsuki còn là sự đau buồn của Hiiragi, em trai Hitoshi, cậu không những buồn về cái chết của anh mình mà còn về cái chết của bạn gái mình, người ra đi cùng Hitoshi trong tai nạn xe hơi thảm khốc. Khác Satsuki tìm sự thanh thản qua việc chạy bộ cậu chỉ thấy thanh thản khi mặc bộ đồng phục học sinh của bạn gái mình mặc cho ai nói gì thì nói. Hai con người đau khổ cùng dựa vào nhau vượt qua những ngày trước mắt. Và chỉ được giải thoát khi điều kỳ lạ mà Urara nói xảy đến.

## Giá trị nghệ thuật
Kitchen khiến Yoshimoto Banana trở thành một trong những tiểu thuyết gia hàng đầu Nhật Bản đương đại. Khi nói đến dòng J-văn học, người ta thường nhắc đến 2 Murakami (Murakami Haruki, Ryū Murakami) và 1 Banana. Năm 1993, tại Hội nghị Thượng đỉnh G7, Bộ Ngoại giao Nhật Bản đã tặng các bản sách Kitchen cho các đoàn đại biểu ngoại quốc. Và người ta thường tự hỏi không hiểu Bộ Ngoại giao có ai đã đọc Kitchen hay không, bởi cuốn truyện liên quan đến một người cha cải giới thành nữ và một cậu chàng thì mặc đồng phục học sinh của cô bạn đã mất.